# موسى داديس كامارا
النقيب موسى داديس كامارا أحد الضباط الصغار بالجيش الغيني، شغل سابقاً منصب رئيس جمهورية غينيا ورئيس المجلس الوطني للديمقراطية والتنمية الذي استولى على السلطة بتاريخ 23 ديسمبر 2008 بعد وفاة الرئيس لانسانا كونتي والذي حكم لفترة طويلة من الزمن. واعتبر نفسه رئيسا لهيئة انتقالية التي ستشرف على عودة البلد إلى حكم الديموقراطية، ويعتبر كامارا رئيسا مؤقتا للدولة بين عامي (2008 و 2009).

## البداية
ولد النقيب كامارا في قرية كوري بالقرب من نزيريكوري عاصمة إقليم لولا إلى الجنوب الشرقي من العاصمة كوناكري. وكان والده يعمل مزارعا، ودرس كامارا في كلية الحقوق والعلوم الاقتصادية في جامعة جمال عبد الناصر. وفي عام 1990 التحق بالجيش بعد 6 سنوات من الانقلاب الذي حمل الجنرال كونتي إلى الحكم. قبل وفاة كونتي، كان كامارا في قسم الشؤون الإدارية حيث كان «مديرا لفرع الوقود»، ثم مديرا عاما للطاقة في الجيش. تحول من الإسلام إلى المسيحية. يتحدث داديس 5 لغات منها الألمانية.

## تدخل الجيش في ديسمبر 2008
بالساعات الأولى من ديسمبر 23 من عام 2008 أعلن رئيس الجمعية الوطنية أبو بكر سومباري للتلفزيون الرسمي "يؤسفنا أن نعلن لشعب غينيا وفاة الجنرال كونتي على إثر مرض طويل. وحسب الدستور فإن رئيس الجمعية الوطنية سوف يتولى منصب رئيس الدولة في حالة حدوث الفراغ الدستوري لمنصب الرئيس، وتقوم انتخابات رئاسية خلال 60 يوما.
لكن بعد إعلان سومباري حالة الوفاة بست ساعات، قرأ بيان بالتلفزيون معلنا انقلابا عسكريا بالبلد. وقد قرا البيان النقيب موسى داديس كامارا نيابة عن جماعة تطلق على نفسها اسم المجلس الوطني للديمقراطية والتنمية. وأعلن عبر الإذاعة الوطنية حل الحكومة ووقف العمل بالدستور ووقف الأنشطة السياسية والنقابية بعد ساعات من الإعلان رسميا عن وفاة الرئيس لإنسانا كونتي. وحسب ما قاله كامارا بأن الانقلاب كان ضروريا لغينيا التي تعيش حالة من «اليأس العميق» وسط تفشي الفقر والفساد، وقال أيضا بأن الدستور الحالي غير قادر على حل الأزمات التي يواجهها البلد. وقال أيضا: بأن يحكم البلد رجل عسكري بينما يتم تعيين رئيس وزراء لحكومة جديدة من شأنها أن يكون متوازن عرقيا. فالمجلس الوطني للديمقراطية والتنمية سيتكون من 26 ضابط عسكري وست مدنيين حسب ما قاله كامارا.
قرأ البيان عبر الراديو في 24 ديسمبر معلنا بأن النقيب كامارا هو رئيس المجلس الوطني للديمقراطية والتنمية (CNDD).، وبعده بنفس اليوم قام المئات من الجنود الموالين للانقلاب بالانتشار في مختلف شوارع العاصمة كوناكري في استعراض للقوة. ومحاطين بالآلاف من المدنيين المؤيدين لهم، وقال كامارا: «أتينا لنرى إن كانت الأرض مواتية لنا»، وأكد أن القادة العسكريين لا ينوون الاستمرار في الحكم أكثر من عامين إلى حين «إجراء انتخابات رئاسية حقيقية شفافة بنهاية ديسمبر عام 2010».
وفي 25 ديسمبر 2008 تعهد رئيس الوزراء السابق أحمد سواري رسميا بالولاء لكامارا، وبالتالي توطدت سيادة كامارا. وقد أعلن كامارا بالراديو في 25 ديسمبر بأنه لا يخطط للرئاسة عند انتهاء الفترة الانتقالية وأعلن أيضا بأن المجلس الانتقالي لن يكن عرضة للرشوة.